# Língua sarcee
Blitze (Sarcee), ou Tsuut’ina (Tsuu T’ina, Tsu T’ina, Tsúùtínà) é a língua falada pelo povo da nação Tsuu T'ina, cuja reserva indígena e comunidade ficam nas proximidades de  Calgary, Alberta. Canadá. É uma língua Atabascana, grupo ao qual pertence também a língua navaja, a Chiricahua ao sul e as línguas Chipewiana, Dene Suline e Dogrib-Tłı̨chǫ ao norte.
O nome Tsuu T'ina vem da auto-designação dos Tsuu T’ina, a qual pode ser traduzida como "muita gente", "tribo da nação" ou "povo entre os castores. 

## Escrita
O Sarcee usa o alfabeto latino numa forma sem as letras F, P, R, V; usa adicionalmente as formas Ł, Ɣ, Dj, Dl, Dz, Gw, K’, Kw*, Kw’, T’, Tc, Tc’, Tl, Tl’, Ts, Ts’ e o apóstrofo (‘)

## Fonologia

### Consoantes
|             |          | Bilabial | Alveolar  | Lateral   | Post-alveolar | Velar   | Velar arredondada | Glotal |
| ----------- | -------- | -------- | --------- | --------- | ------------- | ------- | ----------------- | ------ |
| Oclusiva    | tenuis   | b* [p]   | d [t]     |           |               | g [k]   | gw* [kʷ]          | ’ [ʔ]  |
| Oclusiva    | aspirada |          | t [tʰ]    |           |               | k [kʰ]  | kw* [kʷʰ]         |        |
| Oclusiva    | ejetiva  |          | t’ [tʼ]   |           |               | k’ [kʼ] | kw’ [kʷʼ]         |        |
| Africada    | tenuis   |          | dz [ts]   | dl [tɬ]   | dj [tʃ]       |         |                   |        |
| Africada    | aspirada |          | ts [tsʰ]  | tl [tɬʰ]  | tc [tʃʰ]      |         |                   |        |
| Africada    | ejetiva  |          | ts’ [tsʼ] | tl’ [tɬʼ] | tc’ [tʃʼ]     |         |                   |        |
| Fricativa   | voiced   |          | z [z]     |           | j [ʒ]         | γ [ɣ]   |                   |        |
| Fricativa   | surda    |          | s [s]     | ł [ɬ]     | c [ʃ]         | x [x]   |                   | h [h]  |
| Nasal       |          | m [m]    | n [n]     |           |               |         |                   |        |
| Aproximante |          |          |           | l [l]     | y [j]         |         | w [w]             |        |

* /p/ is only found in mimetic bu• 'to buzz' and borrowed bu•s 'cat'. The phonemic status of [kʷ] and [kʷʰ] is questionable; they might be /ku, kʰu/ before another vowel. /kʷʼ/ is quite rare but clearly phonemic.

### Vogais
São quatro os diferentes sons vogais em Tsuut'ina - i, a, o, u. Enquanto A e O são bem constantes, I e U variam bastante no seus sons. São três os tons possíveis (alto, médio, baixo) da língua Sarcee.
- i varia entre [i] e [e]
- a [a]
- o [ɒ] – a vogal o não corresponde ao som [o] (fechado).
- u varia entre [u] e [o]
- Vogais longas são marcadas com um asterisco. Ex. a* [aː]
- o tom alto é marcado por um acento agudo. Ex. á
- o tom baixo é marcado por um acento grave. Ex. à
- o tom médio é marcado por um macron, Ex. ā

## Substantivos
Os substantivos em Tsuut'ina não declinam, a maioria dos substantivos no plural não se distinguem dos singulares. No entanto, os termos de parentesco distinguem-se entre o singular e o plural, acrescentando-se o sufixo -ká (ou -kúwá) ao final do substantivo ou usando a palavra yìná.

### Substantivos

#### Pessoas
- Marido - kòlà
- Homem, humano - dìná
- Esposa - ts'òyá
- Mulher - ts'ìkā

#### Natureza
- Búfalo, vaca - xāní
- Nuvem - nàk'ús
- Cão - tłí(ch'à)
- Fogo - kù
- Luma, sujeira - gútł'ìs
- Neve - zòs
- Águar - tú

### Posse
Os substantivos podem existir na forma livre ou na forma de algo que é possuído. Quando em forma possuída, os prefixos listados abaixo podem ser anexados a substantivos para mostrar posse. Por exemplo,  más , "faca", pode ser afixado com o prefixo da primeira pessoa para se tornar  sìmázà  'ou "a minha faca". Note que  -mázà  'é a forma possuída do substantivo.
Alguns substantivos, como  más , podem alternar entre forma livre e forma possuída. Alguns substantivos, como "zòs", "neve", nunca são possuídos e só existem na forma livre. Outros substantivos, tais como  -tsì  ', "cabeça", não têm forma livre e devem sempre ser possuídos.

#### Típicos prefixos de posse
- 1ª pessoa - si-
- 2ªpessoa - ni-
- 3ª pessoa - mi-
- 4ª pessoa (Atabascana) - ɣi-

## Numeração
A numeração Sarcee tem base 10. Aqui apresentam-se as palavras Sarcee para os numerais sem os muitos e complexos diacríticos da sua escrita.
Assim, para maiores detalhes e informações sobre diacríticos e alterações morfológicas de vogais e consoantes para formar as palavras se pode ver Sarcee Numerals, Eung-Do Cook, Anthropological Linguistics .
Numerais de 1 a 19:
| Número | Sarcee            | Notas                                                   |
| ------ | ----------------- | ------------------------------------------------------- |
| 1      | tlik’ a ze        | significa “um (tlik’ a) único (ze)”                     |
| 2      | ekiye             |                                                         |
| 3      | ta.k’ e           |                                                         |
| 4      | diits’ e          | .                                                       |
| 5      | guut’ ee          | Um das bases do sistema                                 |
| 6      | gustane           | lit. Um extra se mostra (5+1)                           |
| 7      | tsists’ ide       |                                                         |
| 8      | tlcsdiits’ e      | de 4 = diits’ e; com tlcs – (x2)?                       |
| 9      | tlik’ uyawe       |                                                         |
| 10     | gunesnene         |                                                         |
| 11     | tlik e mitta      | mitta significa “adiciona” tlik (um) ao gunesnene (10). |
| 12     | eke mitta         | similar - “adiciona” eka (dois) ao gunesnene            |
| 13     | ta.k ee mitta     | similar - “adiciona” ta.k (três) ao gunesnene           |
| 14     | diits e mitta     | similar - “adiciona” diits (quatro) ao gunesnene        |
| 15     | guut aa mitaa     | similar - “adiciona” guut (cinco) ao gunesnene          |
| 16     | gusta mitta       | similar - “adiciona” gusta (seis) ao gunesnene.         |
| 17     | tsists ide mitta  | similar - “adiciona”tsits (sete) ao gunesnene           |
| 18     | tlcsdiits e mitta | similar - “adiciona” tlcsdiits (oito) ao gunesnene      |
| 19     | tlik’ uyewe mitta | similar - “adiciona” tlik’ uyewe (nove) ao gunesnene    |

As formas acima para 11 até 19 podem também ser expressas conforme acima ou por "gunesnene" seguido pelos numerais 1 a 9 sem o "mitta".
Numeração – dezenas (em Sarcee = “dee”) 20 a 100
| Número | Sarcee         | Forma longa       |
| ------ | -------------- | ----------------- |
| 20     | ekedee         | ekiye +dee        |
| 30     | tadee          | ta.k’ e dee       |
| 40     | diisdee        | diits + dee       |
| 50     | guut’adee      | guut aa + dee     |
| 60     | gustadee       | gustane + dee     |
| 70     | tscsdiis idee  | tscsdits + dene   |
| 80     | tlcsdiitsdee   | tlcsdiits e + dee |
| 90     | tlik’ uyawadee | tlik’ uyawa + dee |
| 100    | gunesnedee     | gunesnene + dee   |

Todos esses nomes de números têm mais uma ou duas formas alternativas.
Não há diferenciação para numerais Ordinais ou Cardinais.
Com a combinação dessas palavras acima expostas se chega a números maiores, até um milhão, por exemplo.
- Os numerais para 200, 300, 400, etc. São respectivamente 'ekede gunesnedee', 'ta.de gunesnedee', guut' ede gunesnedee'
- De modo similar, temos numerais para 1.000, 100.000, 1.000.000. São respectivamente 'tlede ginesnede', 'tledee tlede gunesnede', 'gunesnedede tsu', havendo diversas variantes.

Outros aspectos
- Há multiplicativos formados pelo sufixo "go" seguindo o cardinal, 2 x, 3 x, etc.
- Os sufixos 'ka' (para animais, em especial cavalos e cães) e 'ne' ao final do cardinal e seguido de um substantivo quantifica esses substantivo. Ex.: sendo pessoa 'dine', o termo 'ta.ne dine' significa 3 (ta.ne) pessoas.
- Para indicar, por exemplo, 'N' pessoas juntas, ao mesmo tempo, se usa o sufixo 'go' ao fim do numeral e antes da palavra 'dine'
- O sufixo 'ke' junto a um substantivo marca o plural desse substantivo.